# (Let me be) Your Teddy Bear
"(Let Me Be Your) Teddy Bear" (Lit. "Déjame ser tu oso Teddy") es una canción popular grabada por primera vez por Elvis Presley en 1957 para la banda sonora de su segunda película, Loving You, durante la cual Presley interpreta la canción en la pantalla. El tema fue compuesto por Kal Mann y Bernie Lowe y grabado por Elvis el 16 de enero de 1957, en los estudios Paramount Soundstage de Hollywood, California  El tema fue editado como disco sencillo junto a Loving You

## Disco simple de Elvis Presley
La canción fue un éxito número uno en Estados Unidos durante el verano de 1957, permaneciendo en el número uno durante siete semanas, la tercera de las cuatro que Presley tuvo ese año. "(Let Me Be Your) Teddy Bear" también alcanzaría el número 1 en la lista de los más vendidos de R&B, convirtiéndose en su cuarto número 1 en esa lista. La canción también alcanzó el número 1 en las listas de países durante una semana.
En las distintas portada del disco se podía ver a Elvis ataviado con el, atuendo utilizado en su rol de Deke Rivers en la película a la cual pertenecía el tema.
Además del álbum de la banda sonora del film Loving you, Teddy Bear formó parte a su vez de Extendey Plays (EP)  y diversos álbumes de Elvis, como compilados de grandes éxitos y a su vez de un álbum dedicado exclusivamente a canciones infantiles titulado Elvis Sings For Children and Grownups Too

### Título de la canción
Teddy Bear hace referencia a los clásicos osos de peluche, que recibieron el nombre de "Teddy" como diminutivo de "Theodore", en honor al presidente de Estados Unidos Theodore Roosevelt quien se negó a dispararle a un oso durante una cacería que habían preparado sus asistentes con fines promocionales. Aun así en algunas ediciones latinas de álbumes de Elvis, la canción era presentada simplemente bajo el nombre de "Osito".  
Oh, baby, let me be
Your lovin' teddy bear
Put a chain around my neck
And lead me anywhere

Oh, let me be (oh, let him be)

## Interpretaciones de Elvis
Elvis interpretó el tema como parte de la banda sonora de la película "Loving you" ("Amándote", "La mujer que yo adoro"). En dicha película Elvis asume el rol de Deke Rivers, un aficionado a la canción que al igual que en su vida real, logra acceder al sueño americano a través de una carrera musical. 
En los 70s Elvis solía cantar una versión algo más acelerada que la original Teddy Bear en Medley con Don't be cruel como es el caso de su interpretación durante los conciertos en el Madison Square Garden de New York en 1972. 
Ver As Recorded at Madison Square Garden

## Músicos
- Elvis Presley - voz y percusión
- Scotty Moore - guitarra
- Tiny Trimbell - guitarra
- Bill Black - contrabajo
- Dudley Brooks . piano
- The Jordanaires - coros [1]

## Listas de éxitos
| Pais           | Listas (1957)                      | Posición alcanzada |
| -------------- | ---------------------------------- | ------------------ |
| Bélgica        | Ultratop 50 Singles Flabders       | 12                 |
| Bélica         | Ultratop 50 Singles Valonia        | 21                 |
| Canada         | RPM                                | 1                  |
| Estados Unidos | Billboard Hot 100                  | 1                  |
| Estados Unidos | Billboard's country charts         | 1                  |
| Estados Unidos | Billboard's R&B Best Sellers List, | 1                  |
| Estados Unidos | Cash Box                           | 12                 |
| Holanda        | Dutch Chart                        | 14                 |
| Reino Unidos   | Official Charts Company            | 1                  |
| Mundial        | Rate Your Music                    | 19                 |

## Beneficencia
El 26 de diciembre de 1957, un día después de Navidad, Elvis compró una gran cantidad de osos de peluche con los cuales llenó el contenedor de un camión entero, para donarlos a la Fundación Nacional de Parálisis Infantil. Bajo el nombre de National Foundation for Infantile Paralysis  el presidente Roosevelt en 1938 creó una organización sin fines de lucro con la idea de mejorar la salud de los niños con parálisis infantil y también para combatir la polio.